# Святой Кириак
Свято́й Кириа́к (лат. Cyriacus, конец III — ок. 303 года) — христианский святой, живший во времена правления римского императора Диоклетиана, в Католической церкви один из 14 святых помощников. Житие связывает его мученичество с другим римскими святыми того периода: папой Маркеллом, диаконом Сисинием, мучеником Сатурнином и другими.
Был рукоположён в диаконы священномучеником Маркеллом, папой римским. В житии Кириака упоминается изгнание им из дочери императора Диоклетиана Артемии «злого духа»:

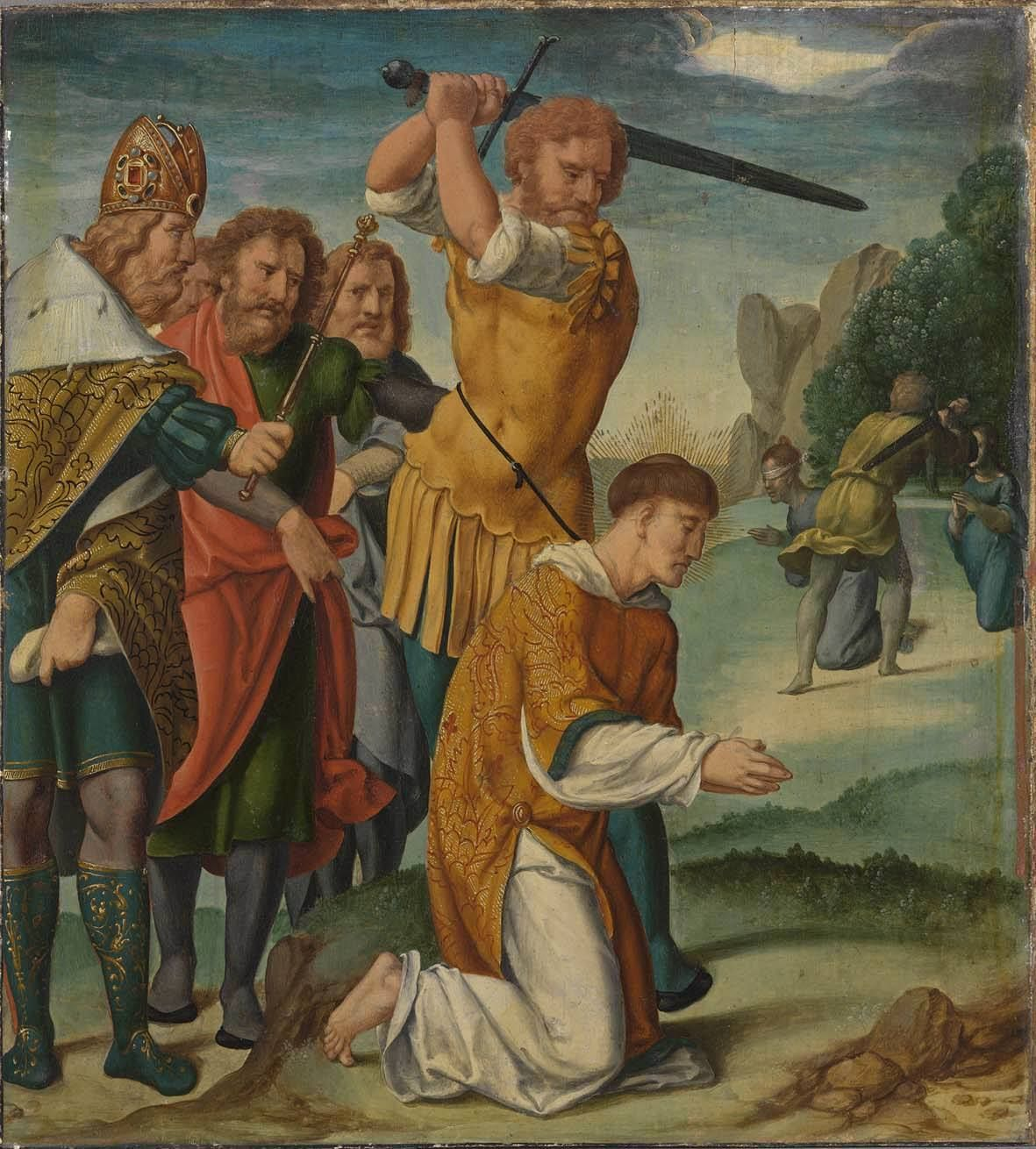
Казнь Святого Кириака. Худ. Бартоломеус Брейн (старший), 1532 г.

Святой Кириак, войдя в комнату дочери царской, обратился к мучившему её нечистому духу с такими словами: 

— Во имя Господа нашего Иисуса Христа распятого выйди из сей девицы, дабы она была чистым сосудом для служения Святому Духу. 

Дух нечистый закричал тогда, говоря: 

— О, Кириак! Если ты отсюда изгонишь меня, то я устрою так, что ты будешь послан в Персию.
— Димитрий Ростовский. Жития святых (7 июня)
Кириак изгнал беса из Артемии, и спустя некоторое время персидский царь попросил Диоклетиана направить к нему Кириака, так как его бесноватая дочь Иовия утверждала, что только он сможет исцелить её. Кириак исцелил девушку, житие сообщает, что она, как и дочь Диоклетиана Артемия, приняла христианство.
Вернувшись в Рим, Кириак был арестован, подвергнут пыткам, а затем усечён мечом.